# Euxesta junctula
Euxesta junctula är en tvåvingeart som beskrevs av Steyskal 1968. Euxesta junctula ingår i släktet Euxesta och familjen fläckflugor.
Artens utbredningsområde är Peru. Inga underarter finns listade i Catalogue of Life.